# TRADIC

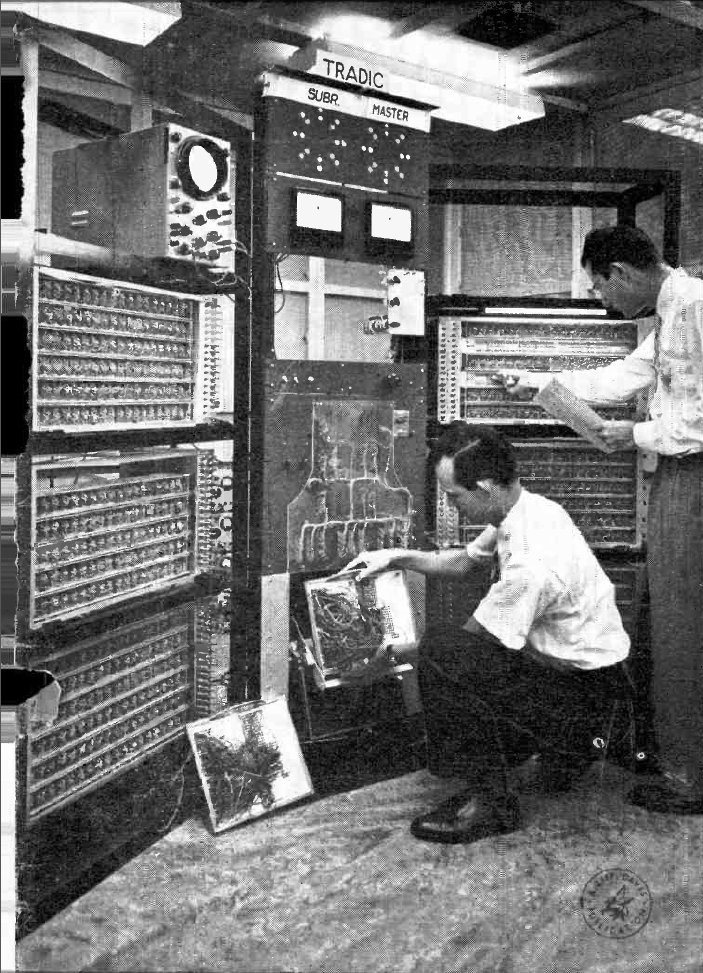
1955年，貝爾實驗室的TRADIC原型機。位於左邊的人是費爾克。

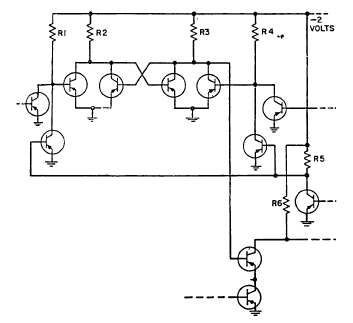
妖精電腦（Leprechaun computer）的直接耦合電晶體邏輯（DCTL）電路

TRADIC（TRAnsistor DIgital Computer or TRansistorized Airborne DIgital Computer，電晶體數位電腦或電晶體化機載數位電腦）是美國第一台電晶體化的電腦 ，於1954年完成  
該電腦是由貝爾實驗室的讓·霍華德·費爾克為美國空軍所造，這項專案開始於1951年，查理·布朗（L.C. Brown）是專案的主任工程師 。最初是為了考察對機載數位電腦進行電晶體化的可行性，再來還有作為海軍「掃瞄追蹤」艦載雷達系統的電晶體化數位電腦。有數款型號完成如下： 「TRADIC Phase One」、「Flyable TRADIC」、「妖精（Leprechaun）」（1956年，使用鍺合金结型電晶體 ）和「XMH-3 TRADIC」。TRADIC Phase One的開發目的在於，在實驗室環境中探索將電晶體用於數位電腦以解決飛機轟炸和導航問題的可行性。Flyable TRADIC則用來確認將機載固態電腦作為控制轟炸和導航系統元件的可行性。妖精電腦  是第二代實驗室研究的電晶體數位電腦，用於研究直接耦合電晶體邏輯 （DCTL）。TRADIC Phase One電腦於1954年1月完成。
TRADIC Phase One電腦被稱為世界上第一台完全電晶體化的電腦，早於1955年完成於奧地利的Mailüfterl或英國的Harwell CADET。但是早在1953年，英國曼徹斯特大學電晶體電腦就展示了一個雛形 ，曼徹斯特大學電晶體電腦在TRADIC投入使用之前就裝有電晶體，但它使用真空管產生時脈信號，因此並不是完全電晶體化的電腦。然而TRADIC的1 MHz時脈功率為30瓦，也是由真空管電源提供，因為當時沒有可用的電晶體可以在該頻率下提供這麼多的功率。如果在裝有真空管的同時可以將TRADIC算作完全電晶體化，那麼曼徹斯特大學電晶體電腦也應該算作這種電腦，而且它才是第一台完全電晶體化的電腦。如果兩者都不能稱為完全電晶體化，那麼1955年2月的CADET才是第一台完全電晶體化的電腦。 
Flyable TRADIC還整合了一個大功率輸出真空管放大器，提供系統時脈電源。因為每個電晶體的功率都太低，設計人員最初設計了使用晶體控制的電晶體振盪器來驅動多個電晶體放大器的系統時脈，但是由於無法將放大器的相移控制到所需的容差，因此不得不放棄此設計。按照採用真空管整合的同樣標準，Flyable TRADIC要麼不是完全電晶體化的電腦，要麼就是排在1953年的曼徹斯特大學電晶體電腦之後。不過相比之下，Flyable TRADIC的可操作條件的溫度範圍較廣，從-55 °C (-67 °F)至+55 °C (+131 °F)。 
TRADIC Phase One電腦具有684個貝爾實驗室1734型A型盒式電晶體和10358個鍺點接觸二極體 。 TRADIC微小且輕巧，足以安装在B-52同溫層堡壘轟炸機中，這是一台通用電腦。TRADIC Phase One電腦的程式是透過可卸除的插接板引入，而Flyable TRADIC的程式則是使用穿孔的麥拉絕緣片薄板引入，這讓人聯想到打孔卡儲存。TRADIC每秒可執行一百萬次邏輯運算，速度接近但仍不如當時1 MHz時脈的真空管電腦，但是TRADIC的功率不到100瓦，而且比真空管更可靠。 